# Рузвельт, Сара Энн Делано
Сара Энн Дела́но Ру́звельт (англ. Sara Ann Delano Roosevelt, 21 сентября 1854, Ньюберг, Нью-Йорк — 7 сентября 1941, Хайд-Парк, Нью-Йорк) —  жена Джеймса Рузвельта, мать Франклина Рузвельта, 32-го президента Соединённых Штатов.

## Биография

#### Детство
Сара родилась 21 сентября 1854, выросла в Ньюберге, штат Нью-Йорк. У нее было десять братьев и сестёр, двое из которых умерли в младенчестве. Еще трое умерли в возрасте двадцати с небольшим лет.
В 1862 году Сара, её мать Кэтрин и шестеро братьев и сестёр отправились в Гонконг на клипере "Сюрприз", где они встретились с отцом — Уоррен Делано, который возобновил свой бизнес по торговле опиумом.

#### Семья
Сара вышла замуж за Джеймса Рузвельта I, который был старше её на 26 лет, в 1880 году. Два года спустя она родила сына, Франклина Делано Рузвельта, 30 января 1882 года. После рождения сына врачи посоветовали Саре больше не заводить детей, и, таким образом, молодой Франклин оказался единственным ребёнком, за которым ухаживала на протяжении всей жизни Сара. Она учила Франклина чтению и географии и нанимала репетиторов вместо того, чтобы отправлять его в обычную школу. После смерти своего мужа в 1900 году Сара временно переехала в Бостон, штат Массачусетс, чтобы быть поближе к своему сыну, который тогда учился в Гарвардском университете. Сара также занималась воспитанием внуков.

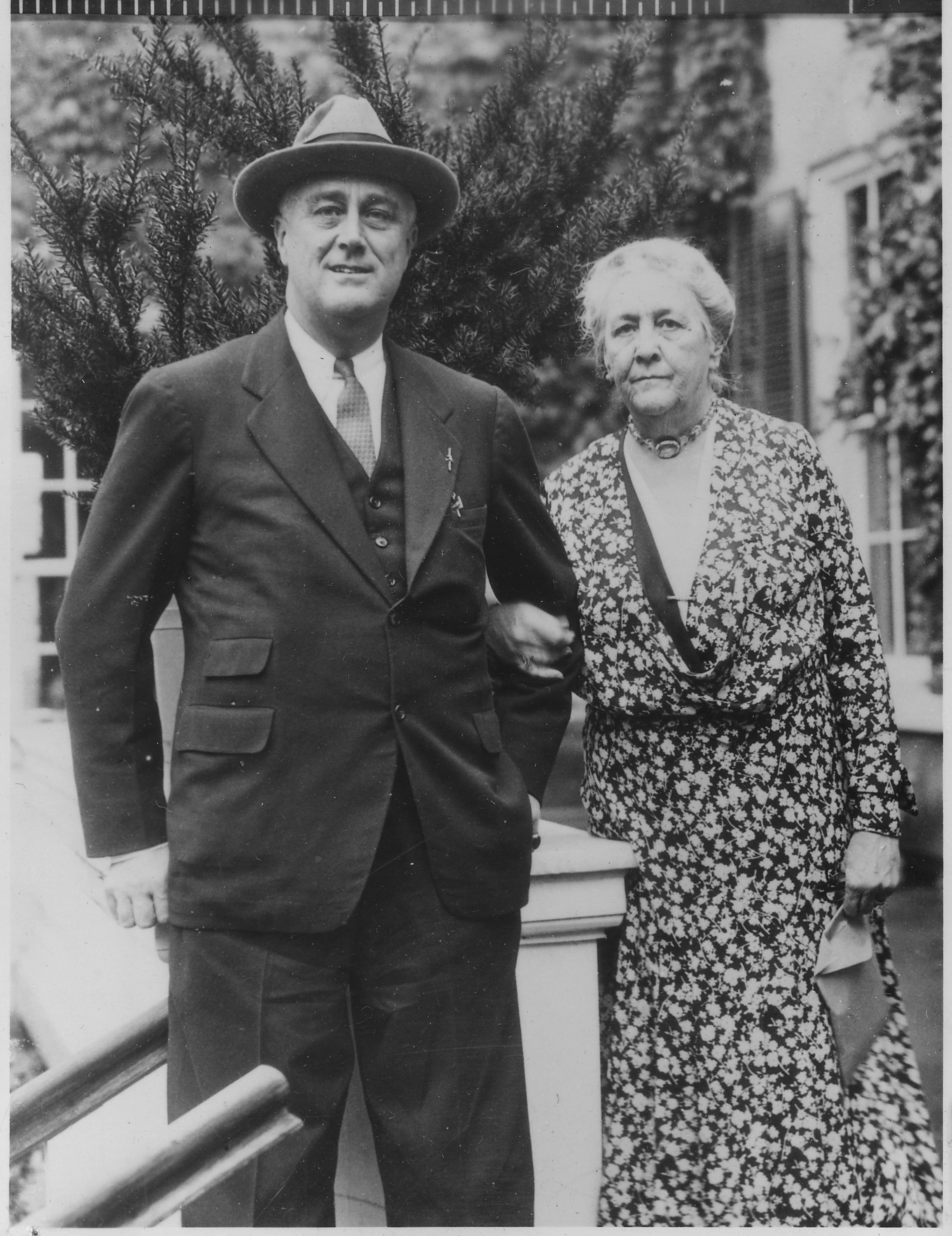
Сара и Франклин Рузвельт, около 1933
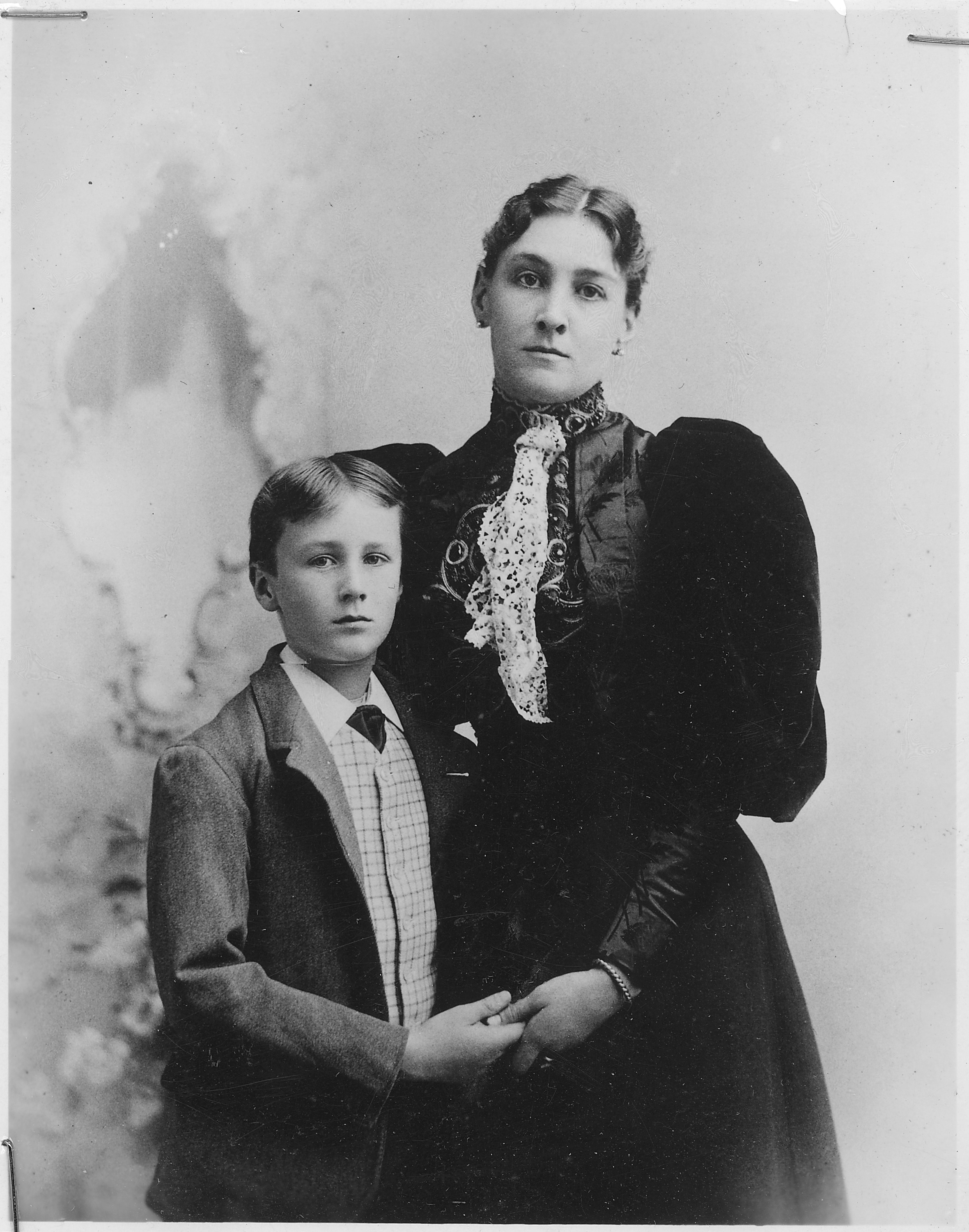
Сара и Франклин Рузвельт, 1893 год
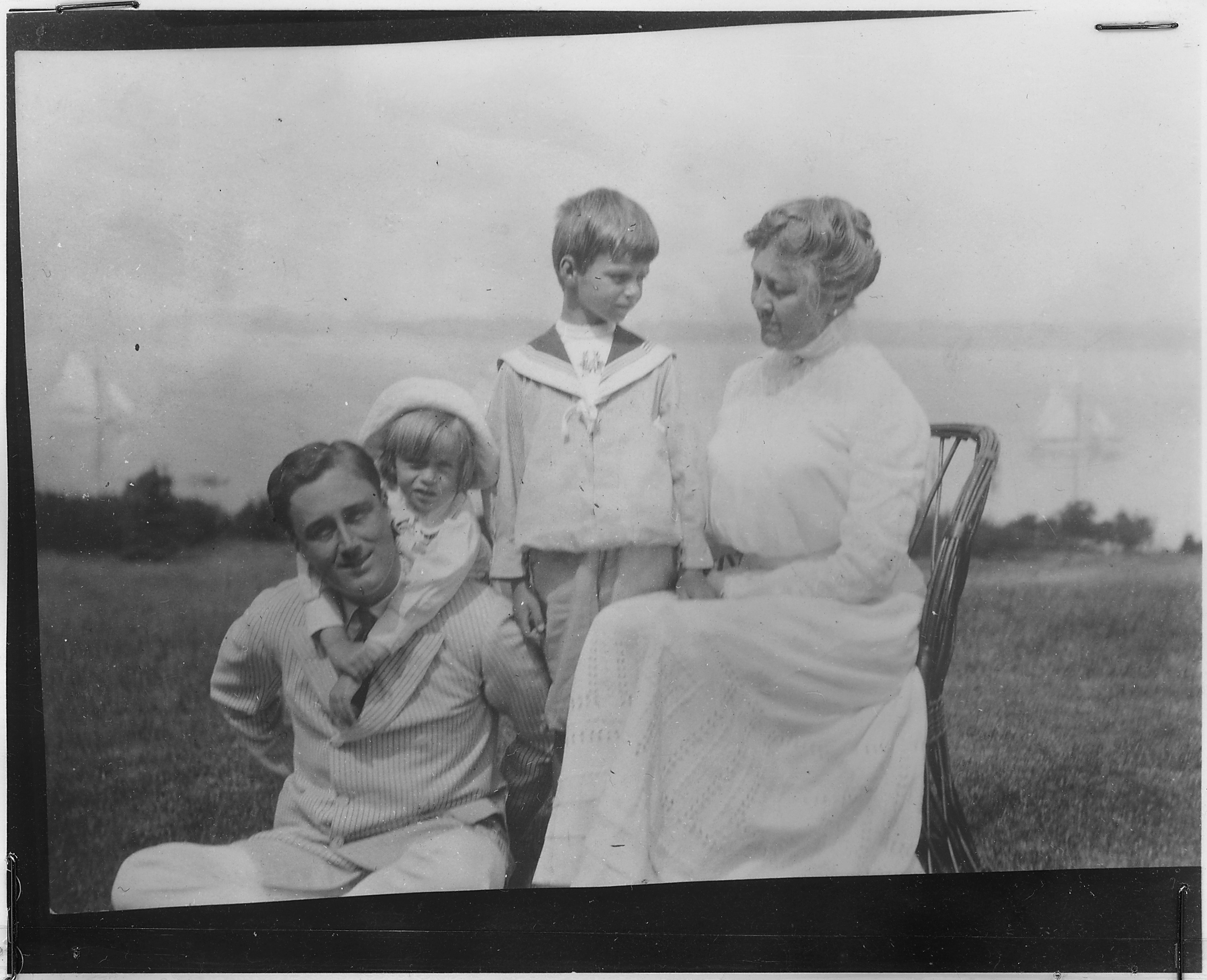
Сара, Франклин Рузвельт и внуки Эллиот и Джеймс Рузвельт, август 1913 года

## Смерть
Сара Рузвельт умерла 7 сентября 1941 года рядом с сыном в возрасте 86 лет. После смерти матери Франклин Рузвельт носил траурную повязку.
Похороны состоялись в Спрингвуде. На фотографиях, где Франклин позже подписывает объявление войны Японии, можно увидеть черную траурную повязку на руке. Память его матери увековечена в парке Сары Делано Рузвельт в Нижнем Ист-Сайде в Нью-Йорке. Она была похоронена рядом со своим мужем на церковном кладбище епископальной церкви Святого Джеймса в Гайд-парке.
В 2003 году Городской университет Нью-Йорка объявил, что восстановит бывший дом Рузвельта, ныне известный как Мемориальный дом Сары Делано Рузвельт, на 47 Восточной 65-й улице, где она жила с 1908 года до своей смерти.

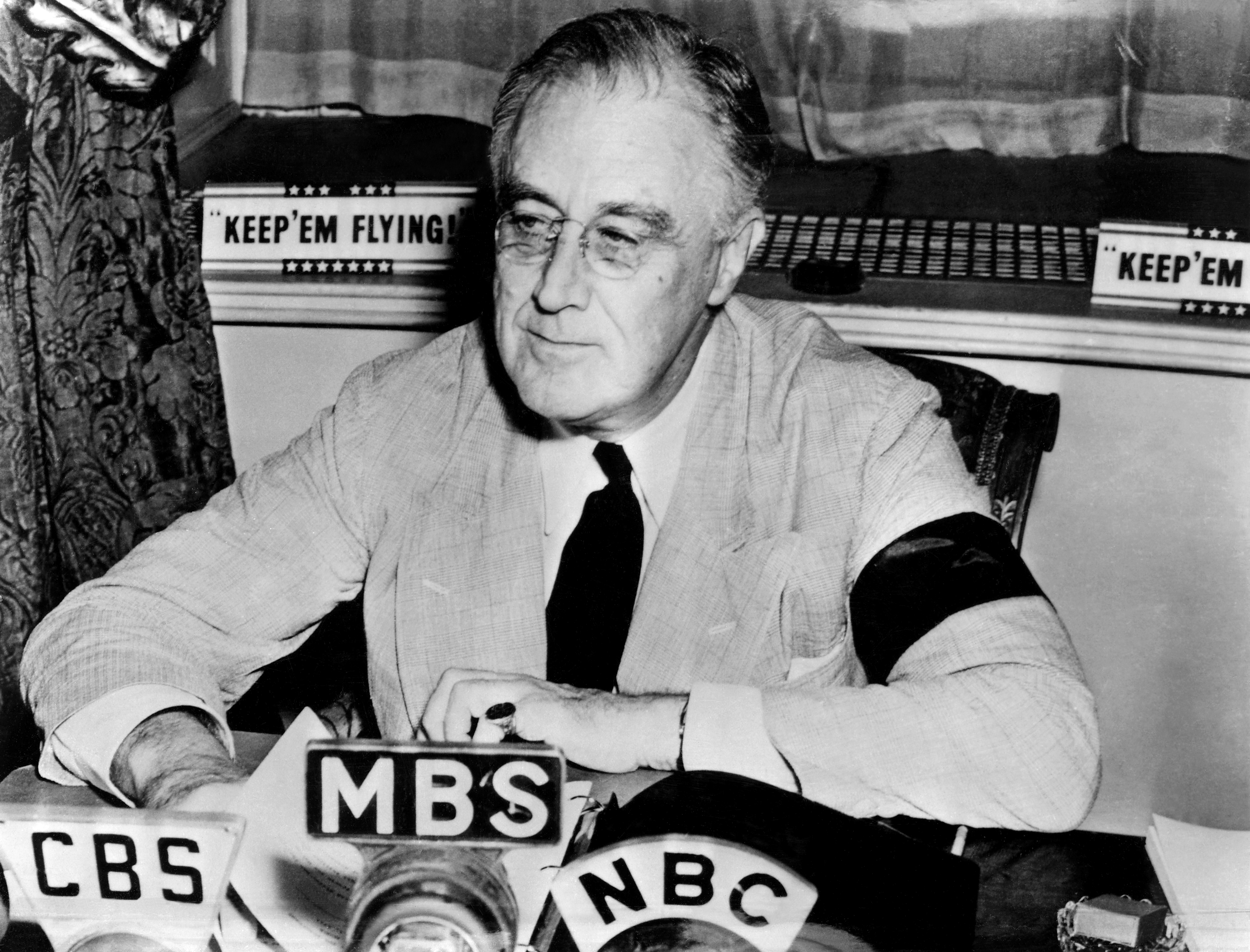
Франклин с траурной повязкой

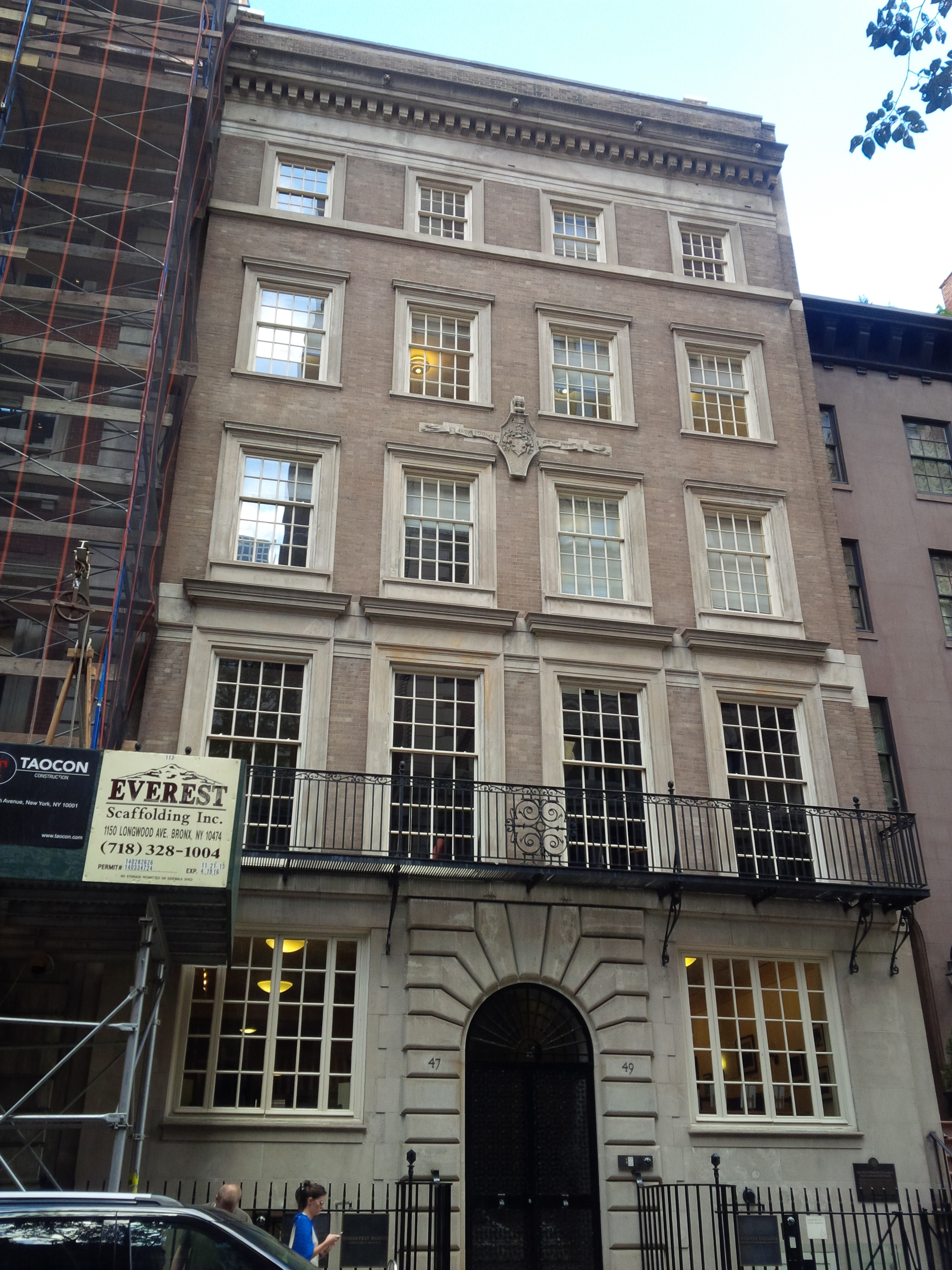
Дом-мемориал Сары Делано Рузвельт